# Gelders voetballer van het jaar
Gelders voetballer van het jaar is een titel voor de beste voetballer van een Gelderse club uit de Nederlandse Eredivisie of Jupiler League. De prijs wordt uitgereikt door Omroep Gelderland om spelers die gedurende een seizoen opvielen te belonen. Na iedere speelronde worden punten uitgedeeld aan de vijf beste spelers van de week. 
In 2020 werd er geen Gelders voetballer van het jaar verkozen, omdat de competities vanwege het coronavirus voortijdig werden afgebroken. Wel werd de prijs beste Gelderse voetballer aller tijden uitgereikt. Die ging naar Frans Thijssen, oud-speler van N.E.C. en Vitesse.
| Jaar | Winnaar               | Club          |   |
| ---- | --------------------- | ------------- | - |
| 2009 | Lasse Schøne          | N.E.C.        |   |
| 2010 | Piet Velthuizen       | Vitesse       |   |
| 2011 | Jasper Cillessen      | N.E.C.        |   |
| 2012 | Lasse Schøne          | N.E.C.        |   |
| 2013 | Marco van Ginkel      | Vitesse       |   |
| 2014 | Davy Pröpper          | Vitesse       |   |
| 2015 | Davy Pröpper          | Vitesse       |   |
| 2016 | Hidde Jurjus          | De Graafschap |   |
| 2017 | Ricky van Wolfswinkel | Vitesse       |   |
| 2018 | Mason Mount           | Vitesse       |   |
| 2019 | Martin Ødegaard       | Vitesse       |   |
| 2020 | Geen winnaar          | —             | — |
| 2021 | Oussama Tannane       | Vitesse       |   |
| 2022 | Loïs Openda           | Vitesse       |   |

| Aantal | Club            |
| ------ | --------------- |
| 0x     | Achilles '29    |
| 0x     | AGOVV Apeldoorn |
| 1x     | De Graafschap   |
| 3x     | N.E.C.          |
| 8x     | Vitesse         |